# Aleksander Lipowski
Aleksander Lipowski (ur. 5 czerwca 1932 w Moskwie, zm. 26 sierpnia 2014) – polski operator filmowy, pierwszy mąż aktorki Teresy Lipowskiej.

## Filmografia
zdjęcia
- 1954: Na granicy
- 1974: Papusza (film dokumentalny)
- 1976: Złota kaczka
- 1977: Wesołych świąt
- 1988: Spotkanie z prof. Schaffem
- 1989: Chwila
- 2001: Mieszko
- 2002: Taka była telewizja